# 초코의 노예
〈초코의 노예〉(チョコの奴隷 초코노도레이[*])은 SKE48의 11번째 싱글이다.